# Toquinho
Antônio Pecci, conegut artísticament com a Toquinho (São Paulo, 6 de juliol de 1946), es un guitarrista i cantautor brasiler.
Fill dels immigrants italians Diva Bondioli i Antonio Pecci, té un germà, João Carlos Pecci. El seu avi patern era de Toro i la seva àvia paterna va néixer a Calàbria; els seus avis materns eren de Màntua. Com que no era massa alt quan era petit, la seva mare l'anomenava "meu toquinho de gente", d'aquí l'origen del seu sobrenom.
Als catorze anys s'inicia en el món de la música de la mà del mestre Paulinho Nogueira, i després prosseguiria els seus estudis de guitarra clàssica amb Isaias Sávio. Estudia harmonia amb el mestre Edgar Gianullo, i orquestració amb el mestre Leo Peracchi. A la dècada dels seixanta comença a acompanyar artistes destacats amb la guitarra, entre les quals s'esmenten Elis Regina, Buarque, Chico Buarque, Zimbo Trio, Señales De Valle, Trío de Jazz de Bossa, Tayguara, Ivete, Tuca, entre d'altres.